# Галва В'ячеслав Анатолійович
В'ячесла́в Анато́лійович Га́лва (4 січня 1973, ст. Безрічна, Оловяннінський район, Читинська область, РРФСР — 26 серпня 2014, під Маріуполем, Донецька область, Україна) — український військовик, полковник Головного управління розвідки Міністерства оборони України у відставці, інструктор з підготовки фахівців спецпризначення, інструктор з бойової підготовки батальйону МВС «Азов». Співробітник компанії Prof1group (P1G-TAC®), консультант-розробник, керівник групи ГРТ «Кузьмич», спеціалізацією якої є розробка й тестування військового спорядження. Загинув під час російсько-української війни.

## Життєпис
В'ячеслав Галва народився в станиці Безрічна Оловяннінського району Читинської області РРФСР, в родині військового, який в майбутньому став ветераном війни в Афганістані. Шкільні роки В'ячеслава пройшли у місті Черкаси. Проживав у Києві.
1994 року закінчив Одесский Институт Сухопутных войск  ставши кадровим військовим у третьому поколінні. Офіцерську кар'єру розпочав на посаді командира розвідувальної групи спеціального призначення окремої роти спеціального призначення Прикарпатського військового округу. 1996 року був переведений до загону спецпризначення при Головному управлінні розвідки Міністерства оборони України, де служив на посадах від командира групи до заступника командира військової частини з бойової підготовки. Очолював відділ інструкторів. В рамках обміну досвідом між  і США пройшов спеціальну підготовку в контртерористичній групі за програмою ФБР. У 2002 році пройшов навчання в Центрі підготовки «Коммандо́» (Франція), — автономні дії в тилу противника. Пройшов підготовку в Центрі розмінування у Кам'янці-Подільському, отримав статус командира групи розмінування 2-го рівня. В Центрі підготовки льотного складу Повітряних сил ЗСУ в місті Судак пройшов курс виживання у гірсько-лісовій місцевості і на морі. В Центрі медицини катастроф у Києві пройшов курс надання невідкладної медичної допомоги під час надзвичайних ситуацій, отримавши статус інструктора-парамедика. Пройшов спеціальний курс підготовки снайперів під керівництвом інструктора спецпідрозділу SAS Великої Британії — дії снайперів у контртерористичній операції в умовах міста. Неодноразово брав участь у міжнародних змаганнях зі спеціальної підготовки (у Словаччині, Угорщині, Австрії, Італії). Наприкінці 2000 — на початку 2001 року проходив бойову службу в республіці Сьєрра-Леоне у складі миротворчих сил ООН. Три роки по тому повторно входив до складу миротворчого контингенту в цій країні. 2009 року В'ячеслав Галва брав участь в операції зі звільнення українського судна «Фаїна» з екіпажем і військовим вантажем, захопленого сомалійськими піратами.
У 2010 році звільнився з лав Збройних сил України. Працював інструктором з бойової підготовки та крав мага, займався підготовкою співробітників особистої охорони. З 2013 року став штатним консультантом-розробником Prof1group (мережа військових магазинів P1G-TAC®), очолив ГРТ «Кузьмич», що займалася розробкою та тестуванням сучасного військового спорядження.
Під час війни на сході України В'ячеслав добровольцем поїхав на фронт, де застосував свій величезний досвід у підготовці бійців-добровольців різних підрозділів за пришвидшеним курсом. Зайнявся підготовкою бійців батальйону «Азов», разом з якими брав участь у бойових операціях. За документами він був зарахований як рядовий міліції 1-го відділення 1-го взводу 1-ї роти батальйону міліції спецпризначення при Донецькому УМВС.
Наприкінці серпня 2014 року підрозділи ЗСУ, прикордонники, батальйони МВС «Азов» і «Дніпро-1» зупинили наступ російських військ на Маріуполь. 25 серпня 2014 року розвідувальний підрозділ батальйону «Азов», з яким був «Кузьмич», підірвав танк противника і першим зайшов у Новоазовськ. Наступного дня вранці В'ячеслава викликали до штабу в Урзуфі, по дорозі його автомобіль підірвався на протитанковій міні. За іншими даними, він отримував на базі при штабі боєприпаси, «загублені» ворогом під час відступу — два джипи, завантажені бойовим спорядженням. Взяв до рук одну з гранат, і пролунав вибух, В'ячеслав встиг лише закрити гранату собою. Прощання відбулося 28 серпня в Будинку офіцерів у Києві, похований на Берковецькому кладовищі.
У В'ячеслава Галви залишилися батьки в Черкасах, брат, двоє синів від першого шлюбу (20 і 16 років) та вагітна дружина Еліна з двома синами (14 і 8 років) в Києві. Після смерті чоловіка Еліна потрапила до лікарні і втратила дитину.
26 листопада 2014 року товариш Галви Костянтин Лесник повідомив, що вдові загиблого було відмовлено у наданні допомоги та пенсії, а також скасовано їх чергу на отримання квартири через те, що не було знайдено оригінал рапорту про зарахування В'ячеслава до батальйону. У травні 2015 року було завершено всі процедури з надання пільг і виплати грошової допомоги сім'ї загиблого героя.

## Відзнаки та Нагороди
Відзнаки Міністерства оборони України
- Медаль «За миротворчу діяльність»
- Медаль «10 років Збройним Силам України»
- Медаль «15 років Збройним Силам України»
- Медаль «За сумлінну службу» II ст.
- Пам'ятний нагрудний знак «Воїн-миротворець»

Відзнаки ООН
- Медаль ООН «UNOMSIL»
- Медаль ООН «UNOMSIL»
- Медаль «За жертовність і любов до України» (УПЦ КП)

У квітні 2016 року нагороджений відзнакою «За заслуги перед містом Черкаси» І ступеня (посмертно).

## Вшанування
19 травня 2015 року урочисто відкрито меморіальну дошку пам'яті полковника В'ячеслава Галви в Черкаському колегіумі «Берегиня», де він навчався з 1980 по 1990 рік.
26 серпня 2015 року на Київщині пройшов Спеціальний тактичний тренінг ім. В'ячеслава Галви. В рамках тренінгу було проведено практичні навчання з тактико-вогневої підготовки, рукопашного бою, тактичної медицини, розвідки, маскування, а також лекції з психологічних аспектів бойових дій та інших напрямків. Організатором заходу виступив фонд Еліни Галви.
22 лютого 2016 року розпорядженням міського голови Черкас № 29-р вулицю Руднєва у місті Черкаси було перейменовано на вулицю В'ячеслава Галви.
23 березня 2016 року вихованці Черкаського «Клубу юних моряків з флотилією» вшанували пам'ять легендарного земляка. Біля меморіальної дошки в колегіумі «Берегиня» було встановлено почесну варту пам'яті.
У квітні 2016 року в позашкільному навчальному закладі «Клуб юних моряків з флотилією», в кабінеті бойової підготовки з'явився куточок слави, присвячений легендарному «Кузьмичу». До складу експозиції увійшли особисті речі В'ячеслава Галви, елементи спорядження, військової амуніції тощо.
На честь В'ячеслава Галви названо катер — «Кузьмич», навчальне судно черкаського клубу юних моряків.
Його портрет розміщений на меморіалі «Стіна пам'яті полеглих за Україну» у Києві: секція 3, ряд 3, місце 15
Вшановується 26 серпня на щоденному ранковому церемоніалі вшанування українських захисників, які загинули цього дня у різні роки внаслідок російської збройної агресії